# حاجی‌آباد (کمره، شرق)
حاجی‌آباد یک روستا در ایران است که در بخش کمره شهرستان خمین واقع شده‌است. براساس سرشماری مرکز آمار ایران در سال ۱۳۹۵، حاجی‌آباد ۴۰ نفر جمعیت دارد.